# Park (Brugge)
Het Park is een plein in het centrum van Brugge.

## Beschrijving
Nadat het klooster van de minderbroeders franciscanen in het begin van de 19de eeuw was afgebroken, bleef alleen de ongeveer 3 ha grote tuin over. Na aan verschillende privé-eigenaars te hebben toebehoord, werd ze eigendom van de paters redemptoristen, die de bedoeling hadden er een klooster te bouwen. Na enkele tijd gaven ze er de voorkeur een West-Vlaams klooster in Roeselare te bouwen en kocht het stadsbestuur de eigendom aan voor 50.000 fr. Er werd tamelijk vlug beslist er een publieke botanische tuin van te maken. Enkele honderden vierkante meters aan de zuidzijde werden voorbestemd voor de geplande Heilige Magdalenakerk, die in 1851-1854 gebouwd werd.
Bij de aanleg van het openbaar park zonderde men langs de noordzijde een perceel van opnieuw enkele honderden vierkante meters af, en maakte er een stadsplein van. Dit is tot vandaag zo gebleven. Daar waar het publiek park de naam 'Jardin botanique' kreeg (meestal vernoemd als 'den Botanieken Hof') en in 1936 werd omgedoopt tot Koningin Astridpark, kreeg het voorplein de naam Parkplaats, in 1936 gewijzigd in Park.
Op het Park monden uit (kloksgewijs bekeken): de Freren Fonteinstraat, de Kruitenbergstraat, de Minderbroedersstraat, de Stalijzerstraat, de Gevangenisstraat en de Jozef Suvéestraat. De huizen aan de noordzijde van het plein, die destijds uitkeken op het kloostergebouw, dateren hoofdzakelijk uit de 17de eeuw.
Het plein heeft nooit een precieze bestemming gekregen. Bij de opkomst van het autoverkeer werd het druk als parkeerplaats benut, wat nog is toegenomen door er een toegang tot een ondergrondse parking te bouwen.

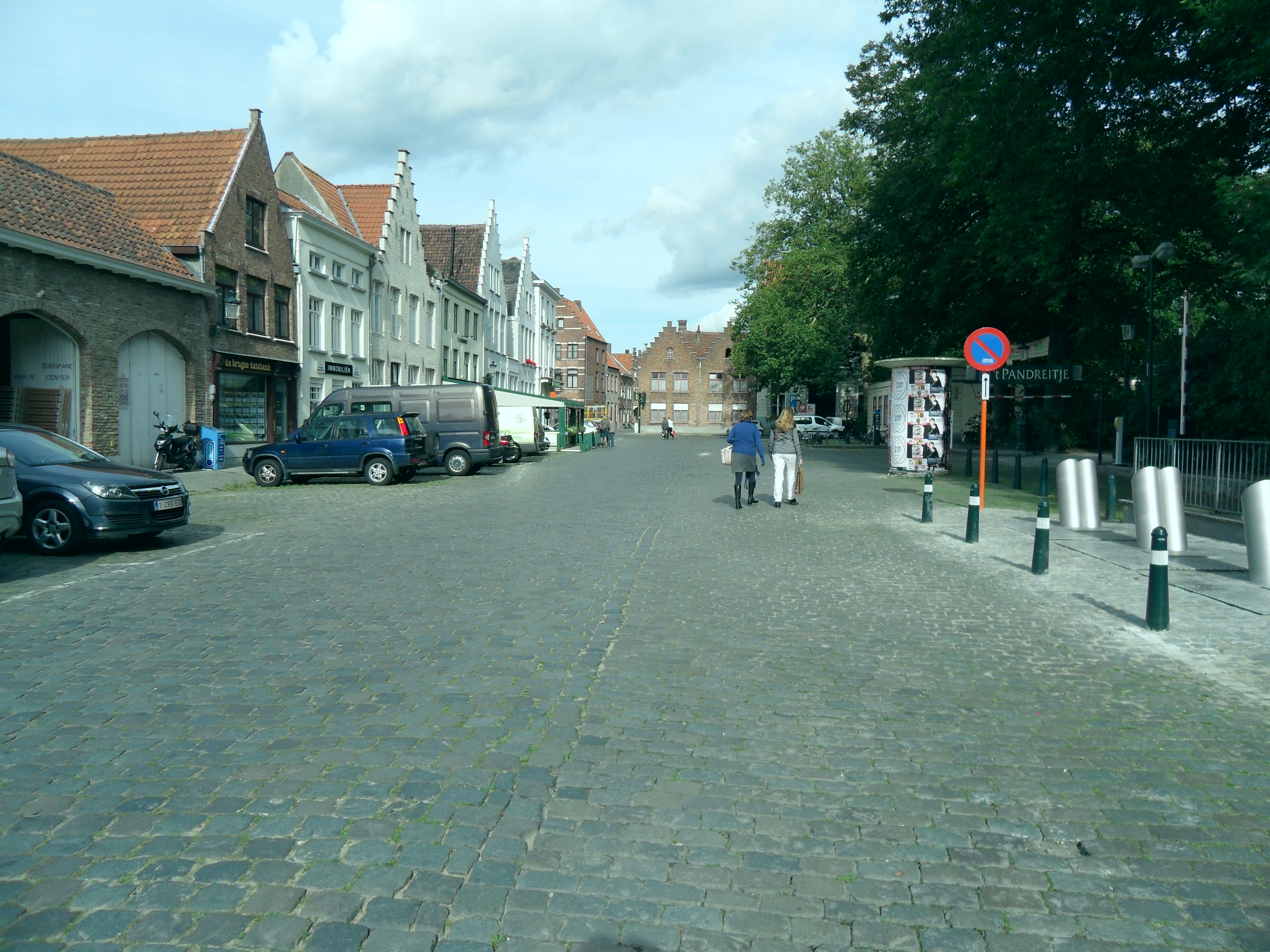
Het voorplein van het Astridpark